# ميخائيل هاليداي
ميخائيل هاليداي (بالإنجليزية: Michael Halliday)‏ (28 مايو 1979 في المملكة المتحدة - ) هو لاعب كرة قدم بريطاني في مركز الهجوم. لعب مع غلينتوران وليسبورن ديستليري ونادي كروسيدرز.

## وصلات خارجية
- ميخائيل هاليداي على موقع قاعدة بيانات كرة القدم.إي يو (الإنجليزية)